# توني كول
توني كول (بالإنجليزية: Tony Cole)‏ هو موظف مدني أسترالي، ولد في 17 مارس 1947 في Macksville, New South Wales ‏ في أستراليا.